# Dicranomyia (Dicranomyia) simulans concinna
Dicranomyia (Dicranomyia) simulans concinna is een ondersoort van de tweevleugelige Dicranomyia (Dicranomyia) simulans uit de familie steltmuggen (Limoniidae). De ondersoort komt voor in het Nearctisch en Neotropisch gebied.